# Tupi
Ljudstvo Tupi, pododdelek jezikovnih družin Tupi-Gvarani, je bilo pred kolonizacijo ena največjih skupin domorodnih ljudstev v Braziliji. Strokovnjaki verjamejo, da so se Tupi najprej naselili v amazonskem deževnem gozdu, pred približno 2900 leti pa so se začeli seliti proti jugu in postopoma zasedli atlantsko obalo jugovzhodne Brazilije.
Velik del ljudstva Tupi se je danes združilo z ljudstvom Gvaraní in tvorijo jezike Tupi–Gvarani. Gvaranščina se jezikovno razlikujejo od tupijskih jezikov.

## Zgodovina
Ljudstvo Tupi je ob prvem prihodu Portugalcev poseljevalo 3/4 celotne brazilske obale. Leta 1500 je bilo njihovo prebivalstvo ocenjeno na 1 milijon ljudi, kar je skoraj enako prebivalstvu Portugalske v tistem času. Razdeljeni so bili na plemena, vsako pleme pa je štelo od 300 do 2000 ljudi. Nekaj primerov teh plemen je: Tupiniquim, Tupinambá, Potiguara, Tabajara, Caetés, Temiminó, Tamoios. Tupi so bili spretni poljedelci; gojili so manioko, koruzo, sladki krompir, fižol, arašide, tobak, buče, bombaž in številne druge. Ni bilo enotne identitete Tupi kljub dejstvu, da so govorili skupen jezik.

### Evropska kolonizacija
Ko so odkrili obstoj ljudstva Tupi, so portugalski naseljenci domnevali, da jim manjka kakršna koli vera, prepričanje, ki je začelo proces asimilacije Tupijev v krščanstvo. Naseljenci so začeli postavljati vasi za Tupije, znane kot aldeias, z namenom bolj discipliniranega verskega spreobrnjenja in institucionalizacije evropskih običajev. Poleg tega, da so bili asimilirani, je bilo ugotovljeno, da so bili Tupiji koristni za Portugalce, ki so potrebovali delavce za obdelovanje in pošiljanje svojega izvoza. Ta uporaba pri nabiranju virov je privedla do njihovega končnega zasužnjevanja in posledično širjenja smrtonosnih evropskih bolezni na plantažah, na katerih so delali. Ta kombinacija dejavnikov je skoraj privedla do njihovega popolnega uničenja, z izjemo nekaj izoliranih skupnosti. Ostanki teh plemen so danes omejeni na domorodna ozemlja ali do neke mere akulturirani v prevladujočo družbo.

### Kanibalizem
Po prvotnih virih, ki so jih napisali predvsem evropski pisci, so bili Tupiji razdeljeni na več plemen, ki so se med seboj neprestano vojskovala. V teh vojnah bi Tupiji običajno poskušali ujeti svoje sovražnike, da bi jih kasneje ubili v kanibalskih ritualih. Bojevnike, ki so jih ujeli iz drugih plemen, so pojedli, saj so verjeli, da bo to privedlo do absorbiranja in prebave njihove moči; zato so se v strahu, da bi absorbirali šibkost, odločili žrtvovati samo bojevnike, ki so jih imeli za močne in pogumne. Za bojevnike Tupije, tudi ko so bili ujetniki, je bila velika čast hrabro umreti med bitko ali pokazati pogum med praznovanjem, ki je vodilo k žrtvovanju. Dokumentirano je bilo tudi, da Tupiji jedo ostanke mrtvih sorodnikov kot obliko njihovega počastitve.
Kanibalizem med Tupiji je v Evropi zaslovel Hans Staden, nemški vojak, mornar in plačanec, ki je potoval v Brazilijo iskat bogastvo in so ga leta 1552 ujeli Tupiji. V svojem zapisu, objavljenem leta 1557, pripoveduje, da so ga Tupiji odnesli v svojo vas, kjer naj bi ga požrli na naslednjem prazniku. Tam naj bi si pridobil prijateljstvo z mogočnim poglavarjem, ki ga je ozdravil bolezni in mu bilo prihranjeno življenje.
Kanibalistični rituali med Tupiji in drugimi plemeni v Braziliji so se po evropskem stiku in verskem posegu vztrajno zmanjševali. Ko je Cabeza de Vaca, španski konkvistador, leta 1541 prispel v Santa Catarino, je na primer poskušal prepovedati kanibalistične prakse v imenu španskega kralja.
Ker se naše razumevanje kanibalizma Tupijev večinoma opira na pripovedi primarnih virov predvsem evropskih pisateljev, nekateri v akademskih krogih oporekajo samemu obstoju kanibalizma. William Arens skuša diskreditirati Stadnove in druge pisce o kanibalizmu v svoji knjigi The Man-Eating Myth: Anthropology & Anthropophagy, kjer trdi, da ko gre za Tupinambá, »namesto da bi se ukvarjali s primerom serijske dokumentacije o kanibalizmu, smo bolj verjetno soočenje le z enim virom dvomljivega pričevanja, ki je bilo skoraj dobesedno vključeno v pisna poročila drugih, ki trdijo, da so očividci«.
Večina brazilskih učenjakov pa potrjuje kulturno osrednjo vlogo kanibalizma v kulturi Tupijev. Antropologinja Darcy Ribeiro, ki je poglobljeno preučevala zgodovinska poročila o Tupijih, je poročala, da je ljudstvo Ka'apor iz jezikovne in kulturne družine Tupi-Gvaraní potrdilo, da so njihovi predniki izvajali antropofagične obrede, podobne tistim, opisanim v 16. stoletju. Drugi brazilski učenjaki so kritizirali Arensa zaradi tega, kar so razumeli kot zgodovinski negacionizem, in zaradi ignoriranja pomembnih virov (jezuitska pisma) ter zgodovinskih in antropoloških študij (Viveiros de Castro, Florestan Fernandes, Estevão Pinto, Hélène Clastres), od katerih so se mnoge neposredno ukvarjale z domorodci ljudstev, ki kažejo na smer, da je antropofagija dobro uveljavljena kot družbena in kulturna praksa.

### Mešanje ras in Cunhadismo
Številna domorodna ljudstva so bila pomembna za oblikovanje brazilskega ljudstva, vendar je bila glavna skupina Tupi. Ko so portugalski raziskovalci v 16. stoletju prispeli v Brazilijo, so bili Tupi prva domorodna skupina, ki je imela stik z njimi. Kmalu se je začel proces mešanja med portugalskimi naseljenci in avtohtonimi ženskami. Portugalski kolonisti so le redko pripeljali ženske, zaradi česar so domorodke postale »plemenska matrica brazilskega ljudstva«. Ko so prispeli prvi Evropejci, se je po koloniji začel širiti fenomen cunhadismo (iz portugalščine cunhado, 'svak'). Cunhadismo je bila stara domorodna tradicija vključevanja tujcev v svojo skupnost. Domorodci so Portugalcu ponudili avtohtono dekle za ženo. Ko se je strinjal, je sklenil sorodstveno vez z vsemi staroselci plemena. Poliginijo, običajno prakso med južnoameriškimi staroselci, so evropski naseljenci hitro sprejeli. Tako bi lahko en sam Evropejec imel na desetine avtohtonih žena (temericós).
Cunhadismo je bil uporabljen kot novačenje delovne sile. Portugalec bi lahko imel veliko temericós in s tem ogromno število avtohtonih sorodnikov, ki so bili prisiljeni delati zanj, zlasti da bi rezali pau-brasil  - brazilski les in ga nosili na ladje na obali. Pri tem je nastalo veliko mešano (mameluco) prebivalstvo, ki je dejansko okupiralo Brazilijo. Brez prakse cunhadisma bi bila portugalska kolonizacija nepraktična. Število Portugalcev v Braziliji je bilo zelo majhno, Portugalk pa je bilo še manj. Širjenje mešanih ras v maternicah staroselk je omogočilo zasedbo ozemlja in utrjevanje portugalske prisotnosti v regiji.

### Vpliv v Braziliji
Čeprav je populacija Tupijev večinoma izginila zaradi evropskih bolezni, do katerih niso imeli odpornosti, ali zaradi suženjstva, je številna populacija Tupijev po materini strani zasedla velik del brazilskega ozemlja in ponesla starodavno tradicijo na več koncev države. Darcy Ribeiro je zapisal, da so bile lastnosti prvih Brazilcev veliko bolj tupi kot portugalske in celo jezik, ki so ga govorili, je bil jezik, ki je temeljil na tupiju, imenovan Nheengatu ali Língua Geral, lingua franca v Braziliji do 18. stoletja. Regija São Paulo je bila največja v širjenju mamelukov, ki so se v 17. stoletju pod imenom bandeirantes razširili po celotnem brazilskem ozemlju, od Amazonskega deževnega gozda do skrajnega juga. Bili so odgovorni za veliko širitev iberske kulture v notranjosti Brazilije. Akulturirali so avtohtona plemena, ki so živela izolirano, in ponesli jezik kolonizatorja, ki še ni bil portugalski, ampak sam Nheengatu, v najbolj negostoljubne kotičke kolonije. Nheengatu se še vedno govori v nekaterih regijah Amazonije, čeprav tupi govoreči domorodci tam niso živeli. Jezik Nheengatu so, tako kot v drugih regijah države, tja uvedli bandeirantes iz São Paula v 17. stoletju. Znotraj družine se je govorilo samo Nheengatu. Kmetijstvo, lov, ribolov in nabiranje sadja so prav tako temeljili na domorodnem izročilu. Tisto, po čemer so se stari bandeirantes razlikovali od Tupijev, je bila uporaba oblačil, soli, kovinskega orodja, orožja in drugih evropskih predmetov.
Ko so se ta območja z velikim vplivom Tupijev začela vključevati v tržno gospodarstvo, je brazilska družba postopoma začela izgubljati značilnosti Tupijev. Portugalski jezik je postal prevladujoč in Língua Geral je skoraj izginil. Rustikalne avtohtone proizvodne tehnike so zamenjale evropske, da bi povečali zmogljivost izvoza. Brazilska portugalščina je od Tupija vsrkala veliko besed. Nekaj primerov portugalskih besed, ki izvirajo iz jezika Tupijev, je: mingau, mirim, soco, cutucar, tiquinho, perereca, tatu. Imena več lokalnih živalskih vrst – kot so arara (»ara«), jacaré (»južnoameriški aligator«), tucano (»tukan«) – in flore – npr. mandioca ('manioka') in abacaxi ('ananas') – prav tako izhajata iz jezika Tupi. Številni kraji in mesta v sodobni Braziliji so poimenovani v tupi (Itaquaquecetuba, Pindamonhangaba, Caruaru, Ipanema). Antroponimi vključujejo Ubirajara, Ubiratã, Moema, Jussara, Jurema, Janaína. Priimki Tupi sicer obstajajo, vendar ne nakazujejo nobenega pravega prednika Tupijev; namesto tega so bili sprejeti kot način za prikaz brazilskega nacionalizma.
Pleme Tupinambá je fiktivno prikazano v satiričnem filmu Nelsona Pereire dos Santosa iz leta 1971 Kako okusen je bil moj mali Francoz (Como Era Gostoso o Meu Francês). Njegovo ime je prilagodila tudi znanost: Tupinambis je iz rodu tegujev, verjetno najbolj znanih kuščarjev v Braziliji.
Veliko naftno polje Tupi na morju, odkrito ob obali Brazilije leta 2006, je bilo poimenovano v čast ljudstva Tupi.
Gvarani so drugačna domorodna skupina, ki naseljuje južno Brazilijo, Urugvaj, Paragvaj, Bolivijo in severno Argentino ter govorijo različne jezike gvaranščine, ki pa so v isti jezikovni družini kot Tupi.

## Zapuščina
Ljudstvo Tupi je imelo velik kulturni vpliv na države, v katerih so živeli. Nešteto ljudi, ulic, sosesk, mest, rek, živali, sadja, rastlin, nogometnih klubov, podjetij v Braziliji, Boliviji, Paragvaju, Argentini in Urugvaju je poimenovanih v gvaranščini.
Ljudstvo Tupi je bilo prisotno v skoraj vsej Južni Ameriki, razen v Čilu.